# Adán y Eva (Tamara de Lempicka)
Adán y Eva es un óleo sobre tabla de 1932 de la pintora polaca Tamara de Lempicka. Es de estilo Art déco y representa en primer plano un desnudo masculino de espaldas abrazando con la diestra a un desnudo femenino de frente que sostiene una manzana dorada. El fondo plano son rascacielos estilizados. La pintura mide 1,16 m por 73 cm, y se encuentra en una colección privada.

## Descripción
A Lempicka le gustaba repetir la historia sobre la creación de Adán y Eva. La inspiración le surgió cuando una modelo profesional se tomó un descanso para comer una manzana. Lempicka le pidió que mantuviera la pose y comenzó a dibujar. Luego invitó a un joven y apuesto policía que recorría las calles a subir y posar para Adán.
Lempicka contrasta la belleza elegante de los cuerpos humanos de brillante superficie pulida, característicos de la artista, con un moderno paisaje urbano acerado e industrial, de reminiscencias cubistas. Trae así la escena bíblica tradicional al agitado siglo XX, obsérvese que es la primera ocasión en la historia del arte en que Eva aparece con los labios y uñas pintados.

## Procedencia
La pintura perteneció anteriormente a Barbra Streisand, adquirida alrededor de 1986 por 135.000 dólares. El 3 de marzo de 1996, Christie's celebró una venta exclusiva de la colección de Streisand, incluidos Adán y Eva, que se vendió por 1,982.500 dólares en ese momento, estableciendo un precio récord por una obra de la artista en una subasta. Streisand dijo al The New York Times: "Gritamos cuando el precio del Lempicka superó el millón de dólares. . . Estaba haciendo ejercicio con mi profesor de ejercicios y cuando la subasta se pasó, grité".
La obra se encuentra actualmente en una colección privada.

## En los medios
En diciembre de 1993, Architectural Digest presentó la casa en Malibú de inspiración Art-decó de Barbra Streisand; La portada del número incluía una imagen de Streisand junto al cuadro.
En 1996, la película First Wives Club incluyó a Adán y Eva. En la película, el cuadro pertenece a Elise Eliot-Atchison, interpretada por Goldie Hawn.